# Ждрелац
Ждрелац је насељено место у саставу општине Пашман, у Задарској жупанији, Република Хрватска.

## Географија
Насеље се налази на острву Пашману.

## Историја
До територијалне реорганизације у Хрватској налазио се у саставу старе општине Биоград на Мору.

## Становништво
На попису становништва 2011. године, Ждрелац је имао 312 становника.

## Попис1991.
На попису становништва 1991. године, насељено место Ждрелац је имало 258 становника, следећег националног састава:
| Попис 1991.‍  | Попис 1991.‍  | Попис 1991.‍ | Попис 1991.‍ | Попис 1991.‍ |
| ------------ | ------------ | ----------- | ----------- | ----------- |
|              |              |             |             |             |
| Хрвати       | Хрвати       |             | 252         | 97,67%      |
| Срби         | Срби         |             | 1           | 0,38%       |
| неопредељени | неопредељени |             | 1           | 0,38%       |
| регион. опр. | регион. опр. |             | 3           | 1,16%       |
| непознато    | непознато    |             | 1           | 0,38%       |
| укупно: 258  |              |             |             |             |